# Христос у пустелі (картина Крамського)
«Христо́с у пусте́лі» (рос. Христос в пустыне) — картина Івана Крамського (1837—1887), завершена 1872 року. Належить Державній Третьяковській галереї (інв. 651). Розмір картини — 180 × 210 см.
Крамськой почав працювати над темою спокус Христа в 1860-х роках. 1867 року він написав перший варіант картини, який не задовольнив художника, позаяк на вертикальному полотні не залишалось місця для зображення пустелі.
Роботу над кінцевим варіантом картини Крамськой почав 1871 року, а завершена вона була восени 1872 року. У грудні 1872 року картина була представлена на 2-й виставці Товариства пересувних художніх виставок («пересувників»), що відкрилась у Санкт-Петербурзі. Перед початком виставки полотно в автора придбав Павло Третьяков.
«Христос у пустелі» вважається «етапним твором Крамського та значущим явищем усього російського живопису». Художник розглядає релігійний сюжет із гуманістичного, морально-філософського поглядів та пропонує психологічно-життєву інтерпретацію роздумів і переживань Христа. Таким чином, картину можна розглядати не лише як живописний твір, але і як «створений у фарбах філософський трактат».

## Історія

### У пошуках «свого» Христа
Тема спокуси Христа зацікавила Крамського ще на початку 1860-х років, коли він навчався в Академії мистецтв і захоплювався творчістю Олександра Іванова. Окрім знаменитої картини Іванова «Явлення Христа народу», велике враження на Крамського також справила експонована восени 1863 року картина Миколи Ґе «Тайна вечеря». Наприкінці зими 1863—1864 років у квартирі Крамського на Васильєвському острові побував дев'ятнадцятирічний Ілля Рєпін — він побачив у майстерні художника голову Христа, виліплену з глини, а також схожу голову, написану на полотні. Крамськой розповідав Рєпіну про глибоку драму життя Христа, про його спокуси в пустелі та про те, що схожа спокуса часто буває у звичайних людей; при цьому Рєпін був вражений тим, що Крамськой «говорив про нього [Христа] як про рідну людину». Один із етюдів цього періоду, «Голова Христа» (1863, полотно, олія, 55,5 × 41,5 см), зберігається в Музеї образотворчих мистецтв Республіки Карелія в Петрозаводську.
1867 року Крамськой написав перший варіант картини, що зображала Христа. Відомо, що для цієї картини йому позувала конкретна людина — селянин Строганов із слободи Виползово Переславського повіту Владимирської губернії. Однак цей варіант не задовольнив художника, оскільки Крамськой вважав помилковим рішення використовувати витягнутий по вертикалі формат полотна, який практично повністю був зайнятий сидячою фігурою Христа, унаслідок чого не залишалось місця для зображення кам'янистої пустелі. Перший варіант картини експонувався на посмертній виставці Крамського, що відбулась 1887 року в Санкт-Петербурзі; його місцеперебування є невідомим.
Наприкінці 1869 року Крамськой відвідав низку європейських музеїв у Німеччині, а відтак у Відні, Антверпені та Парижі, знайомлячись із мистецтвом старих і нових майстрів, але водночас перебуваючи в пошуках «свого» Христа. Із творів великих майстрів минулого йому особливо сподобалось полотно Тіціана «Динарій кесаря», виставлене в Галереї старих майстрів у Дрездені. Тим не менш, під час цієї поїздки Крамському так і не вдалось знайти той образ Христа, «який міг би заполонити душу сучасного росіянина».
За свідченням художника Іллі Рєпіна, в період роботи над образом Христа Крамськой «штудіював усі бодай трохи підхожі обличчя, які зустрічав у натурі, особливо одного молодого мисливця-поміщика, якого він написав потім із рушницею та в мисливському костюмі» — найімовірніше, Рєпін мав на увазі картину «Мисливець на тязі» (1871, інші варіанти назви — «На тязі» та «В очікуванні звіра»), яка експонувалась на 1-й Пересувній виставці, що відкрилась у Петербурзі наприкінці 1871 року (сьогодні це полотно зберігається в Національному художньому музеї Республіки Білорусь). На користь цієї версії каже і те, що статура мисливця та тип його голови — з подовженим овалом обличчя та відкритим чолом — досить схожа на образ Христа, зображений художником на картині 1872 року.

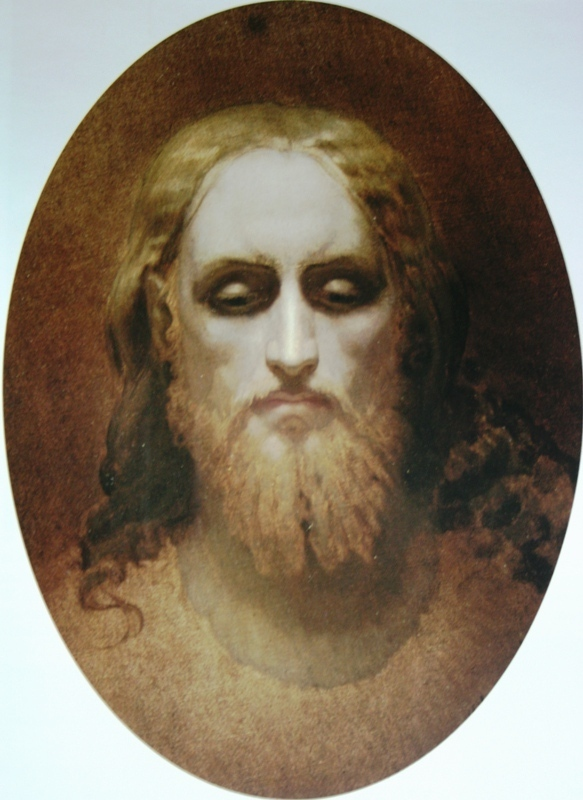
Голова Христа (1863, Музей образотворчих мистецтв Республіки Карелія)
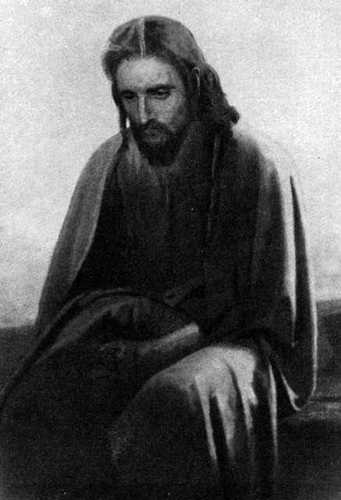
Перший варіант картини (1867)
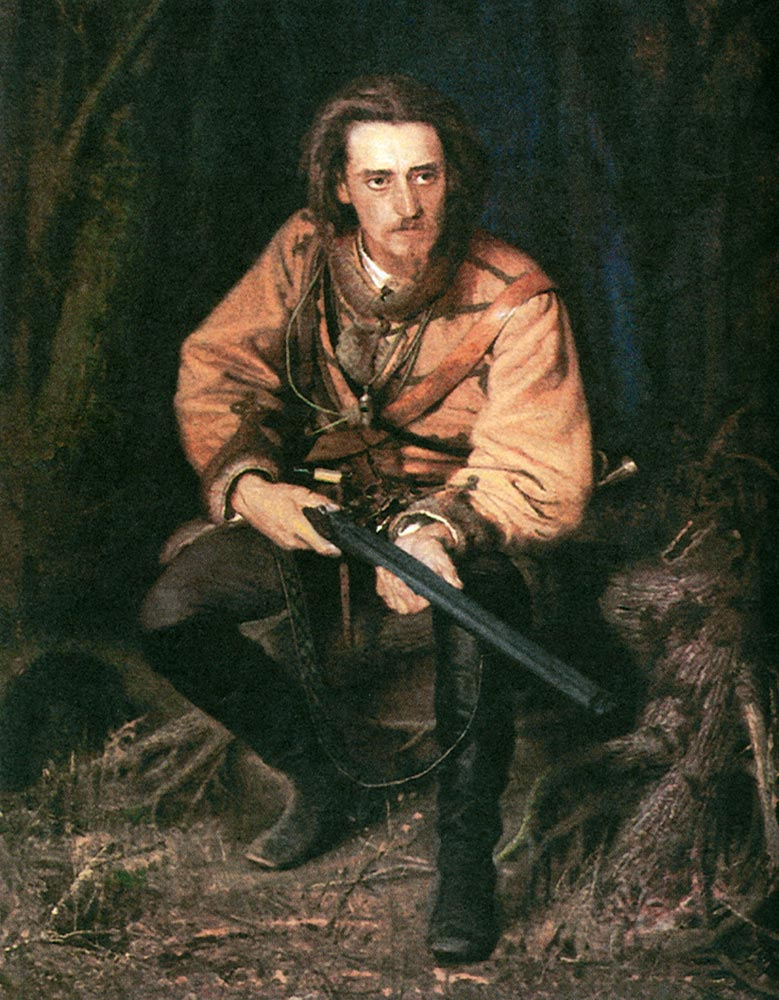
Мисливець на тязі (1871, Національний художній музей Республіки Білорусь)
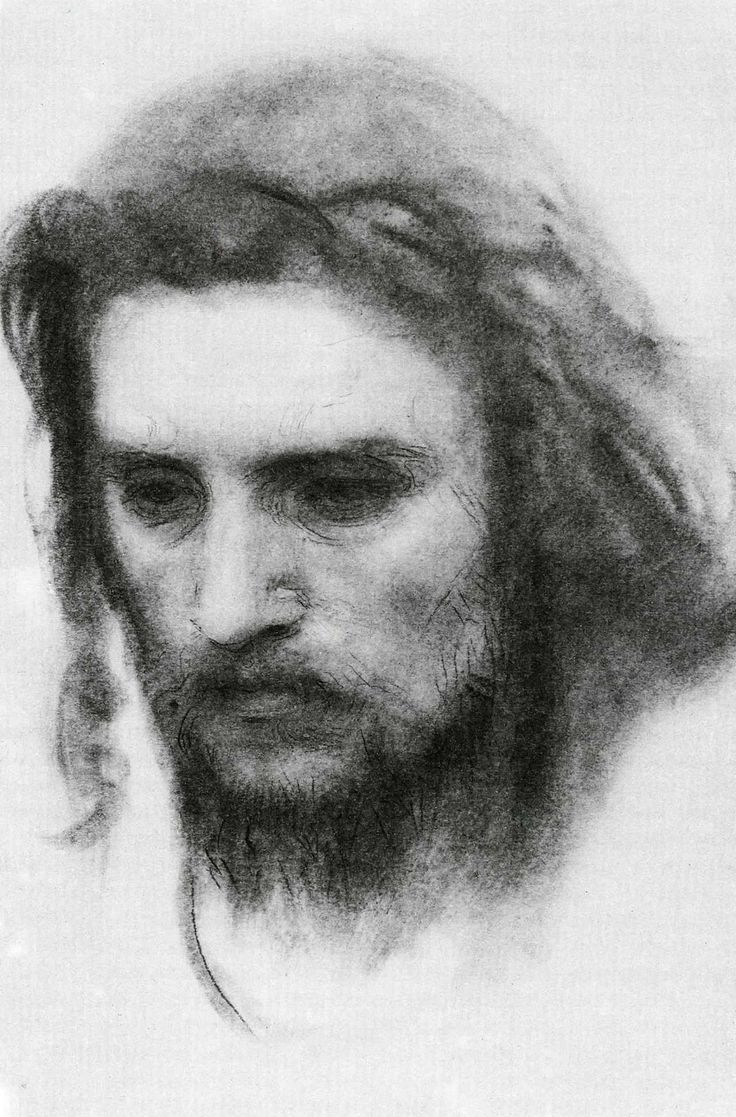
Голова Христа (начерк, 1872)
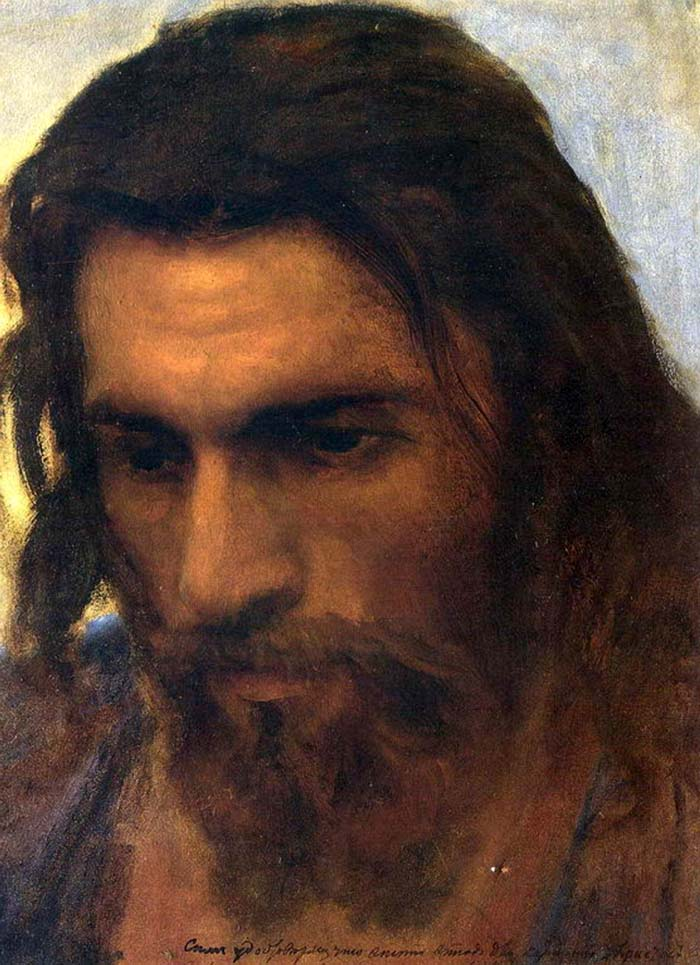
Голова Христа (етюд, 1872, Латвійський національний художній музей

### Робота над картиною

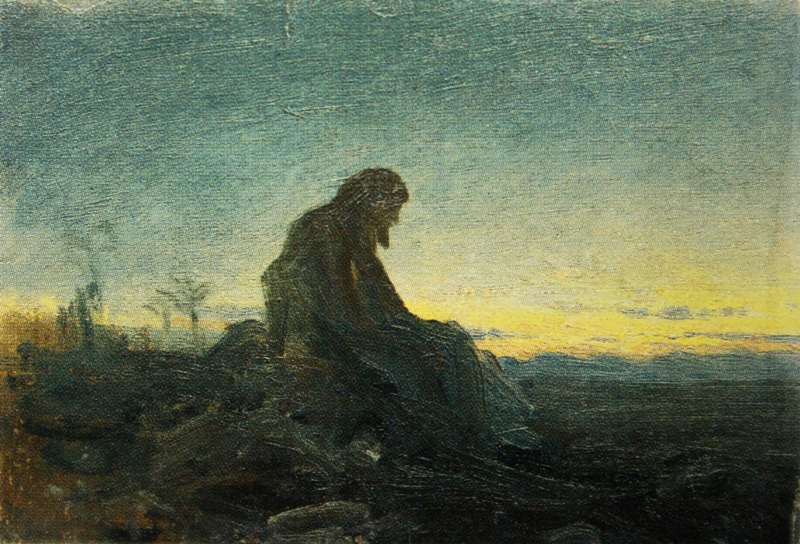
Христос у пустелі (ескіз, Третьяковська галерея)

Найімовірніше, Крамськой почав писати основний варіант картини «Христос у пустелі» в листопаді 1871 року: про це свідчить його фраза «Починаю Христа» з листа до художника Федора Васильєва, датованого восьмим листопада. Незадовго до цього він їздив до Криму, де, зокрема, побував у Бахчисараї та Чуфут-Кале, аби пережити відчуття, що його зазнає людина на пустельних гірських узвишшях. Вважається, що саме там, у Криму, Крамськой написав єдиний живописний ескіз картини «Христос у пустелі» (папір на картоні, олія, 18,5 × 26,2 см, ДТГ, інв. Ж-998). Утім, сумніви та невпевненість не залишали Крамського протягом декількох місяців — у листі до Федора Васильєва від 15 березня 1872 року він зазначав: «Чудна справа, а страшно за такий сюжет братися; не знаю, що буде». Тим не менш, художник продовжував роботу над картиною — робив олівцеві начерки та, окрім цього, написав живописний етюд «Голова Христа», що зараз зберігається в Латвійському національному художньому музеї в Ризі.
Крамськой продовжив писати картину влітку 1872 року під Лугою, де він оселився разом із художниками Іваном Шишкіним і Константином Савицьким. У своїх листах художники вказували адресу таким чином: «по Варшавській залізниці, станція Серебрянка, садиба пані Снарської»; в одному з листів до Федора Васильєва Крамськой обмовився, що Серебрянка розташовувалась за дев'ять верст від садиби. Дослідження краєзнавців показали, що садиба, яка належала Марії Миколаївні Снарській (до шлюбу — Вансович), була розміщена на березі Ільжинського (сьогодні Ільжовського) озера, в сільці Середнє Ільжо (сьогодні в складі села Ільжо).
Крамськой пробув під Лугою три місяці, з кінця червня до кінця вересня 1872 року, продовжуючи свою роботу над картиною «Христос у пустелі». Художник Ілля Рєпін згадував, що Савицький розповідав йому про те, «що, страждаючи в той час задухою, він часто не міг спати вночі, інколи до світанку, та бував невільним свідком того, як Крамськой, ледь займеться ранок, в самій білизні пробирається тихенько в туфлях до свого Христа та, забувши про все, працює аж до вечора, просто до упаду інколи». Крамськой повідомляв Федору Васильєву: «До останніх чисел вересня просидів я на Серебрянці та приїхав у Петербург. „Христа“ не закінчив». Але невдовзі робота над картиною підбігла до кінця — 10 жовтня 1872 року він написав Васильєву: «Так, дорогий мій, закінчив або майже закінчив „Христа“. І потягнуть його на всенародний суд, і всі слиняві мавпочки будуть тицяти пальцем на нього та критику свою розводити…» Роботі над образом Христа було віддано багато сил: за словами Крамського, «ось уже п'ять років невідступно він стояв переді мою; я повинен був написати його, щоби відкараскатися».

### Після створення

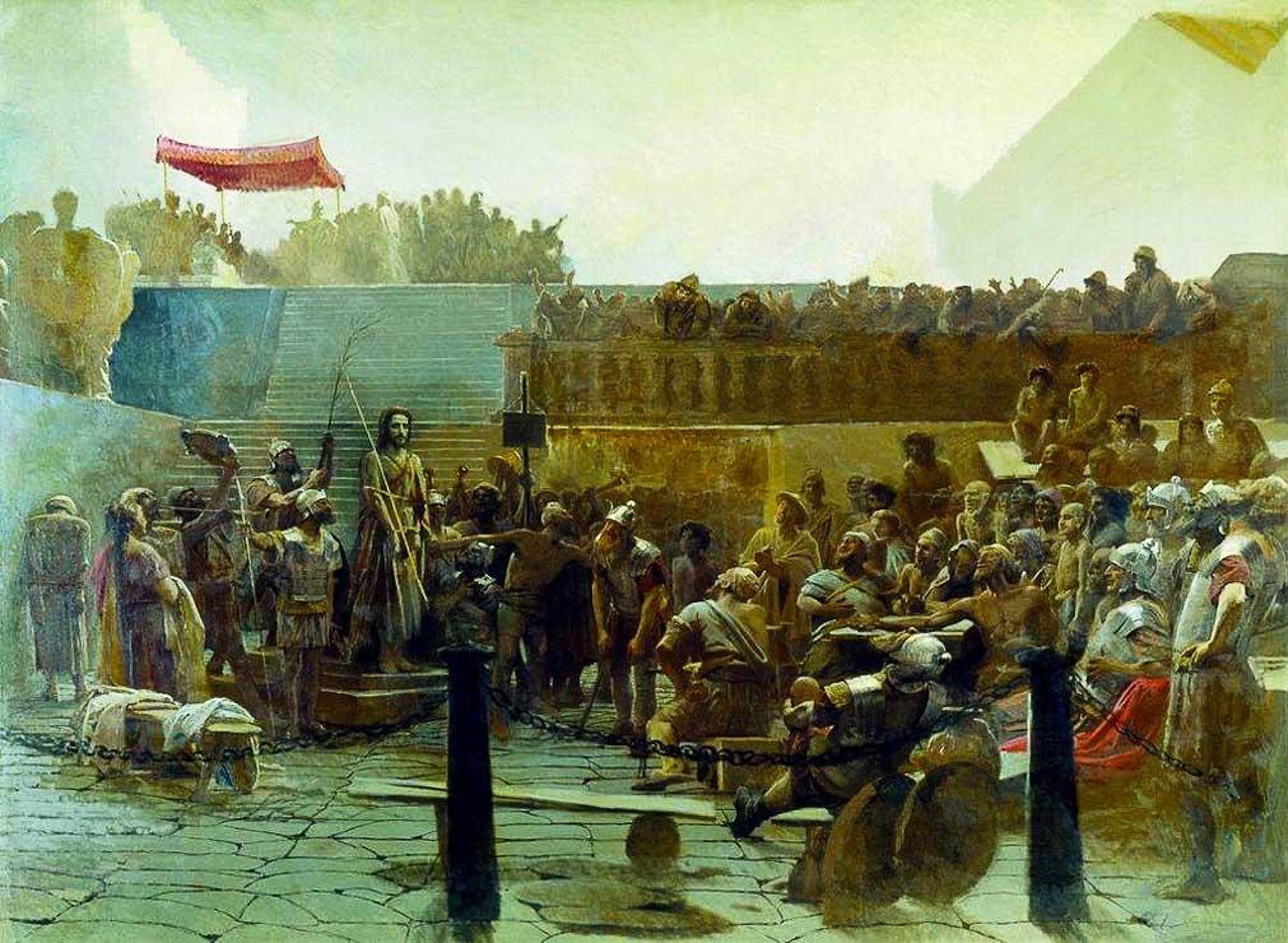
Регіт (Радуйся, царю юдейський)

Картина була представлена на 2-й виставці Товариства пересувних художніх виставок («пересувників»), що відкрилась у Петербурзі наприкінці грудня 1872 року. Полотно, яке було виставлене в глибині останнього залу, справило велике враження на відвідувачів виставки. Сам Крамськой згадував: «Картина моя розколола глядачів на величезне число суперечливих поглядів. Правду мовлячи, немає трьох людей, згодних між собою. Але ніхто не каже нічого важливого. Але ж „Христос у пустелі“ — це моя перша річ, над якою я працював серйозно, писав сльозами та кров'ю… вона глибоко вистраждана мною… вона — підсумок моїх шукань…»
Один із очевидців, історик і публіцист Костянтин Кавелін, у статті «Про завдання мистецтва» (1878) так описував враження від картини Крамського: «Перед цим обличчям, вимученим глибокою та скорботною думою, перед цими руками, стиснутими великим стражданням, я зупинився та довго стояв у німому благоговінні; я точно відчував численні безсонні ночі, проведені Спасителем у внутрішній боротьбі…» Але в той час, коли він «у зворушені та трепеті» захоплювався образом Христа, хтось поряд із ним викликнув: «Що це за Спаситель! Це якийсь нігіліст! Неймовірно, що таку картину дозволили виставити! Це блюзнірство, насмішка над святинею!» За словами Кавеліна, негативний відгук заставив його поміркувати про те, як один і той самий твір може одному глядачу подарувати «хвилину невимовного захоплення та щастя» а в іншого спричинити обурення.
Ще до початку виставки в Крамського було декілька пропозицій від потенційних покупців картини — зокрема від Козьми Солдатенкова та від Академії мистецтв. Але першим, кому він назвав свою ціну — 6000 рублів, був Павло Третьяков, який той же час приїхав до Петербурга та придбав картину для своєї колекції, яка відтак стала основою Третьяковської галереї. У листі до художника Федора Васильєва Крамськой писав: «Приїхав Третьяков, купує в мене картину, торгується і є з чого! Я його приголомшив, можете собі уявити: за одну фігуру раптом з нього вимагають не більше не менше, як шість тисяч рублів. Що ви про це думаєте? Га? Є від чого збожеволіти… Ось він і заволав! А все-таки не відходить». За словами самого Третьякова, картина «Христос у пустелі» (або «Спаситель» Крамського, як він її називав) була однією з його улюблених картин. За його зізнанням, «„Спаситель“ Крамського мені дуже сподобався і тепер також подобається, тому я і спішив придбати його, але багатьом він не дуже-то й подобається, а деяким і взагалі. <…> Як на мене, це найкраща картина в нашій школі за останній час — можливо, помиляюсь».
На початку 1873 року Рада Академії мистецтв ухвалила рішення присудити Крамському звання професора за картину «Христос у пустелі». Дізнавшись про це, Крамськой написав листа, де він відмовлявся від цього звання, бажаючи залишатись незалежним від Академії. У зв'язку з тим, що картини 2-ї Пересувної виставки не були показані в Москві, деякі з них увійшли до московської частини 3-ї виставки, що відкрилась 2 квітня 1874 року. Серед було і полотно «Христос у пустелі», яке експонувалось під назвою «Спаситель у пустелі». 1878 року картина входила до складу російської експозиції на Всесвітній виставці в Парижі, куди було надіслано багато відомих полотен з Третьяковської галереї й інших збірок. Крамськой особисто відвідав цю виставку, виїхавши до Парижа в жовтні 1878 року. За картини «Христос у пустелі», «Портрет письменника Л. М. Толстого» й інші йому присудили золоту медаль виставки (за іншими даними, він одержав медаль III ступеня).
Ще до початку 2-ї Пересувної виставки, в листі Федору Васильєву від 1 грудня 1872 року, Крамськой повідомляв про свої майбутні плани: «Потрібно написати ще „Христа“, безперечно потрібно, тобто не власне його, а той натовп, який регоче на все горло, всіма силами своїх величезних тваринних легень». Утілюючи ідею в життя, через п'ять років після завершення роботи над «Христом у пустелі» Крамськой почав роботу над іншим монументальним полотном, що продовжувало тему життя Христа, — «Регіт», також відомим під назвою «Радуйся, царю юдейський» або «Христос у дворі Пілата». На нього мала бути зображена наруга над Христом після суду Понтія Пілата та прийдешнього після цього бичування. За задумом художника, це було гігантське полотно (полотно, олія, 373 × 501 см), і він працював над ним п'ять років, з 1877 по 1882 рік, але так і не завершив. Незакінчене полотно зберігається в Державному російському музеї в Санкт-Петербурзі (інв. Ж-5724).
Картини «Христос у пустелі» та «Регіт» розглядаються як складові частини «Євангельського циклу» Крамського. Вважається, що в процесі їх створення великий вплив на художника справила творчість Олександра Іванова, і передусім його масштабне полотно «Явлення Христа народу».

## Опис і сюжет
Сюжет картини пов'язаний із описаним у Новому Заповіті сорокаденним постом Ісуса Христа в пустелі, куди він попрямував після свого хрещення, і з спокушенням Христа сатаною, яке відбулось під час цього посту. За зізнанням художника, він хотів зобразити драматичну ситуацію морального вибору, неминучу в житті кожної людини.
На картині зображений Христос, який сидить на сірому камені, розміщеному на узвишші в такій же ж сірій кам'янистій пустелі. Крамськой використовує холодні кольори, аби зобразити ранній ранок — зоря лишень займається. Лінія небокраю проходить доволі низько, розділяючи картину приблизно навпіл. У нижній частині розміщена холодна кам'яниста пустеля, а у верхній — передсвітанкове небо, символ світла, надії та майбутнього преображення. У наслідку фігура Христа, одягненого в червоний хітон і темно-синій плащ-гіматій, владарює над простором картини, однак перебуває в гармонії з довколишнім суворим ландшафтом. В самітній фігурі, зображеній серед холодних каменів, відчувається не лише сумна задумливість і втома, але й «готовність зробити перший крок кам'янистим шляхом, що веде до Голгофи».

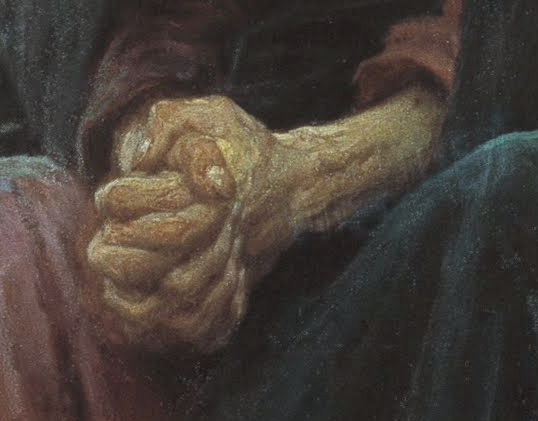
Руки Христа (фрагмент картини)

Стриманість у зображенні одягу дозволяє художнику надати основного значення обличчю та рукам Христа, які створюють психологічну впевненість і людяність образу. Міцно стиснені кисті рук розташовані практично в самому геометричному центрі полотна. Разом із обличчям Христа вони представляють собою смисловий і емоційний центр композиції, який притягує до себе увагу глядача. Зчеплені руки, розміщені на рівні лінії небокраю, «в судомно-вольовому напруженні ніби намагаються зв'язати, подібно замковому каменю, весь світ — небо та землю — воєдино». Босі ноги Христа зранені від довгого ходіння по гострому камінні.
Картина статична, в ній немає дії, але показані робота думки Христа та сила його духу, збережена всупереч усім стражданням, які йому довелось і ще доведеться пережити. Сам Крамськой так розповідав про свій задум: «Я хотів намалювати глибоко думаючу людину, але не про втрату багатства чи яку-небудь життєву невдачу, а… не можу визначити, але ви розумієте, що я хочу сказати». Христос у Крамського показаний високоморальною, але все ж цілком земною людиною — з ортодоксально-церковної точки зору такий підхід міг бути сприйнятий за святотатство. Крамськой писав: «Я бачу ясно, що є один момент в житті кожної людини, створеної бодай трохи за образом і подобою Божою, коли на нього находить роздума — піти праворуч чи ліворуч, чи взяти за Господа Бога рубль чи ні на крок не поступатись злу». Художник згадував, що на питання, які йому ставили глядачі: «Це не Христос, звідки ви знаєте, що він був такий?», — він «дозволяв собі зухвало відповідати, що і справжнього, живого Христа не впізнали».
Пейзажний фон картини не можна назвати нейтральним, позаяк простір пустелі відіграє значну роль у смисловій структурі полотна — «це активний пластичний простір, цілеспрямовано позбавлений багатослів'я». Для його побудови художник використав приглушену колірну гаму, зібрану із сірих, сріблястих і бузкових кольорів. Така комбінація створює враження «вібруючої, мерехтливої форми в променях рожевіючого неба». Хоча окремі деталі пейзажу виглядають доволі натуралістично, загалом він створює ірреальне враження. У наслідку пустеля сприймається у вигляді «льодяніючого простору, де немає і не може бути ніякого життя».
Як і в інших картинах, характерною рисою техніки Крамського була тонка закінченість — до такого ступеню, що дехто навіть вважав її надмірною або зайвою. Рама для картини була виготовлена в Санкт-Петербурзі за спеціальним замовленням художника — вона також містить частину смислового навантаження та доповнює образний уміст полотна: «Кути її перехоплені та скріплені мотузкою, що утворює хрестоподібні петлі. Це по-своєму асоціюється з ідеєю приреченості».

## Відгуки та критика
Критик Володимир Стасов писав у нарисі про творчість Крамського, що 1872 року художник створив «свого „Христа в пустелі“, неперевершену картину, сповнену сердечності та певного елегійного настрою: вона мала на собі сліди глибокого вивчення Іванова та гарячих симпатій до його нового напрямку». Стасову однак не сподобалась відсутність дії в картині: за його висловленням, Христом сидить і «надумується», а про що та навіщо, і «нащо кому б то не було потрібне це невпевнене та смутне надумування, замість справжньої „справи“, фактів, діянь — цього ніхто не пояснить».
Письменник Іван Гончаров зазначав, що в картині «художник забирає вас до своєї творчої безодні, де ви поступово розгадуєте, що він сам думав, коли писав це обличчя, вимучене постом, багатотрудною молитвою, вистраждане, що омило сльозами та муками гріхи світу — але добуло собі силу на подвиг». Продовжуючи обговорення образу Христа, Гончаров писав: «Уся фігура ніби-то дещо зменшилась відносно натуральної величини, стиснулась — не від голоду, спраги та негоди, а від внутрішньої, нелюдської роботи над своєю думкою та волею — у боротьбі сил духа та плоті — та, насамкінець, у добутому та готовому подоланні. Тут немає святкової, геройської, переможної величі — майбутня доля світу та всього живого ховається в цій убогій маленькій істоті, у злиденному вигляді, під лахміттям — у смиренній простоті, нерозлучній із істинною величчю та силою».
Письменник і критик Всеволод Гаршин високо оцінював створений художником образ Христа. У листі Крамському від 14 лютого 1878 року він писав, що риси обличчя Христа його «відразу вразили, як вираз величезної моральної сили, ненависті до зла, цілковитої рішучості боротись проти нього». Гаршин зауважував, що страждання тепер не стосується Христа — «воно таке мале, таке нікчемне порівняно з тим, що в нього тепер у грудях, що й думка про нього не приходить Ісусу до голови».

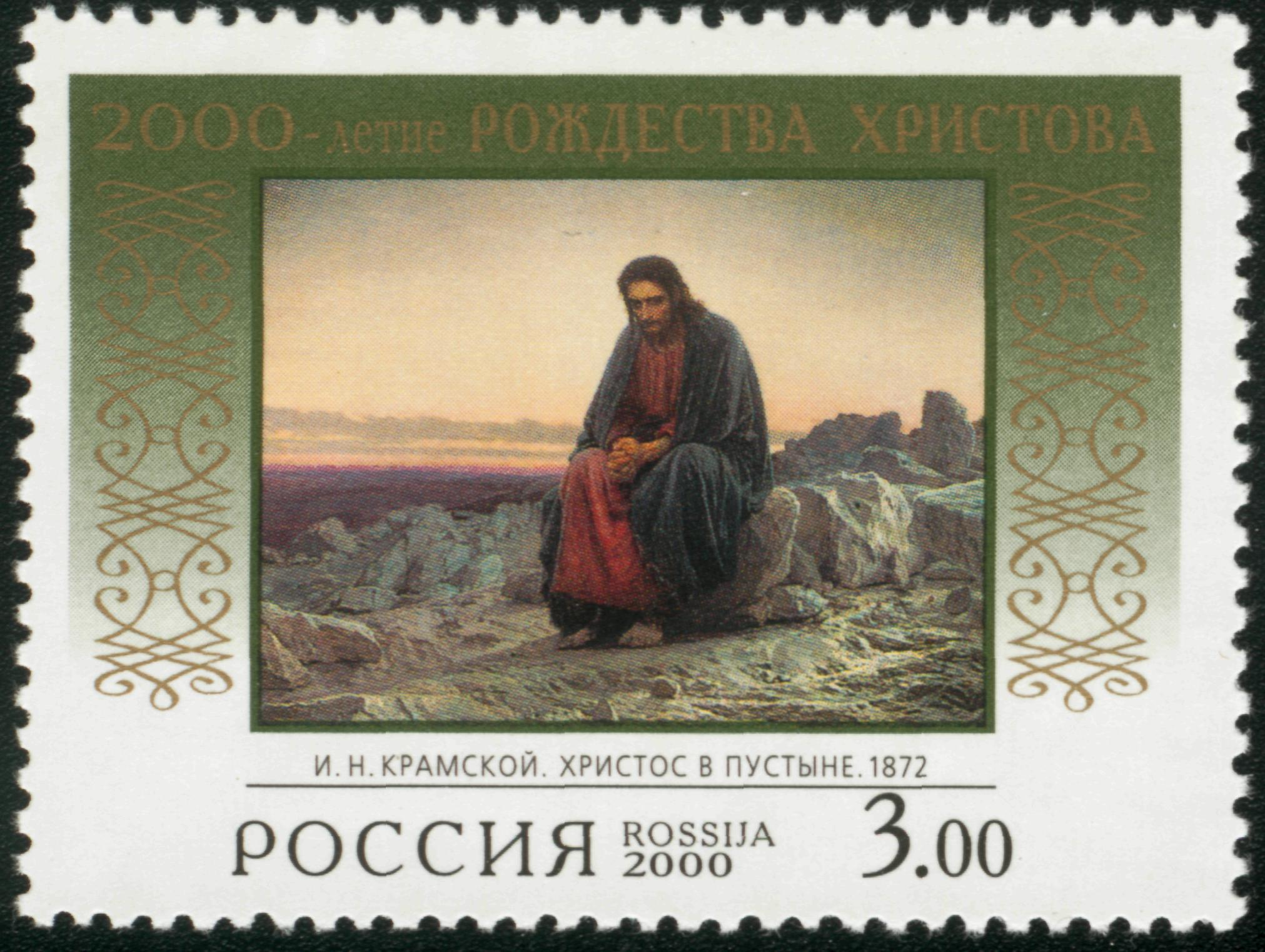
Картина «Христос у пустелі» на російській поштовій марці 2000 року

Високо оцінив картину Крамського і Лев Толстой — у листі до Павла Третьякова від 14 (або 15) липня 1894 року він зауважив, що Христос Крамського — «це найкращий Христос, якого я знаю», а в листі від 16 липня того ж року писав: «Адже якщо є яке-небудь виправдання всім тим величезним трудам людей, що зосереджені у вигляді картин у Вашій галереї, то це виправдання лише в таких картинах, як Христос Крамського та картини Ґе…» Та й сам Третьяков у листі до Льва Толстого від 12 липня 1894 року зауважив: «Найбільше зі всіх для мене зрозумілий „Христос у пустелі“ Крамського. Я вважаю цю картину великим твором і дуже радію, що це зробив російський художник…»
Траплялись і негативні відгуки — наприклад, художник і критик Олександр Бенуа вважав образ Христа у виконанні Крамського невдалим, гадаючи, що «сам Крамськой напевно не знав, навіщо він взявся за цю тему, яким взагалі є його душевне ставлення до Христа», а письменник Петро Гнідич зауважив, що «загалом картина є холодною та мало зігрітою внутрішнім відчуттям», позаяк, на його думку, розсудливість Крамського завадила йому «безпосередньо та щиро поставитись до сюжету».
За словами мистецтвознавця Георгія Вагнера, «Христос у пустелі» — «центральне полотно в усій Третьяковській галереї». Мистецтвознавець зауважив, що образ Христа, що зацікавив Крамського — це «ніякий не міф», «не релігійна модернізація революційно-демократичних ідей епохи різночинного руху, а глибоко внутрішній рух незвичайно чуйного художника, наділеного даром божественного просвітлення». Вагнер писав, що «в основі змісту картини „Христос у пустелі“ є не надумана ідея вибору шляху („куди піти“), та ще менше — боротьба божественності з дияволом, а мученицькі зусилля Христа усвідомити в собі єдність Божественного та Людського».
За словами мистецтвознавця Григорія Стерніна, «Христос у пустелі» Крамського — це «не стільки картина, скільки створений фарбами філософський трактат», тлумаченню якого «присвячено більше сторінок, ніж характеристиці будь-якого іншого твору нового російського живопису», за винятком, можливо, лише «Явлення Христа народу». На думку Стерніна, цей факт доволі виразно характеризує «місце картини Крамського в загадках російської мистецької свідомості другої половини XIX століття».
Велике значення картини «Христос у пустелі» в історії російського живопису визнається не лише російськими, а й зарубіжними мистецтвознавцями.